# فريدريك شتورش
فريدريك شتورش (بالدنماركية: Frederik Storch)‏ هو رسام دنماركي، ولد في 21 يوليو 1805 في Kerte ‏ في الدنمارك، وتوفي في 2 سبتمبر 1883 في كوبنهاغن في الدنمارك.